# 牛仙客
牛仙客（ぎゅう・せんかく、神龍元年（675年）- 天宝元年7月29日（742年9月2日））は唐代玄宗朝の軍人・政治家。県の胥吏から節度使になり、玄宗と李林甫の引き立てにより、中央に入って宰相にまで出世した。

## 生涯
涇州の鶉觚出身で元は県の小吏であった。県令の傅文静から重んじられ、傅文静の隴右營田使への昇進後に引き立てられる。軍功で洮州の司馬にまで昇進した。開元初期に河西節度使の王君㚟の判官となり重用された。王君㚟の死後は、後任の蕭嵩に軍政を委ねられた。
牛仙客は勤勉・清廉であり、上司も部下をよく扱い、誠意をもって接した。蕭嵩の推薦で太僕少卿、判涼州別駕事となり、蕭嵩の中央帰還時の留守を預けられた。蕭嵩の後任として、河西節度使、判涼州事となり、開元20年（732年）に六階を加えられ、太僕卿、殿中監を歴任した。多くの所用を節減し、倉庫に物資が積み重なったと伝えられる。
開元24年（736年）には朔方行軍大総管となり、知河西節度事となる。河西の倉庫が充満し、兵器が立派であることが中央に知れた。これを聞き、喜んだ玄宗によって、尚書に任じられる。張九齢は反対したが、張九齢の方が宰相を解任されることとなった。李林甫の推薦を受け、牛仙客は中央に入って工部尚書となり、宰相に列することとなった。
監察御史の周子諒と刑部尚書の李適之が、牛仙客に宰相の才は無いと上奏した。周子諒は玄宗に宮廷で責められた上で、配流になり、その途上で死ぬ。
牛仙客は、宰相としては保身を行い、李林甫に従うだけであった。決裁を求められても、「ただ、律令格式によればいい」と答え、自分で決めることはなかった。時人の議論が彼に肯定的でなかったため、高力士が玄宗に「牛仙客は胥吏出身で、宰相の器ではない」と進言した。玄宗は同意しなかったと伝えられる。開元25年（737年）、侍中兼兵部尚書となる。天宝元年（742年）、左相となるが、その年に68歳で死去する。『貞簡』と贈り名された。

## 伝記資料
- 『旧唐書』巻百三 列伝第五十三「牛仙客伝」
- 『新唐書』巻百三十三 列伝第五十八「牛仙客伝」
- 『資治通鑑』